# 麥迪遜縣 (內布拉斯加州)
麥迪遜縣（英語：Madison County）是美國內布拉斯加州東北部的一個縣。面積1,489平方公里。根據美國2000年人口普查，共有人口35,226。縣治麥迪遜。
縣名是紀念第四任總統詹姆斯·麥迪遜。